# Paranisitra maculata
Paranisitra maculata är en insektsart som beskrevs av Andrej Vasiljevitj Gorochov 2009. Paranisitra maculata ingår i släktet Paranisitra och familjen syrsor. Inga underarter finns listade i Catalogue of Life.